# Supercoppa belga 2022 (pallavolo femminile)
La Supercoppa belga 2022, 25ª edizione della Supercoppa nazionale di pallavolo femminile, si è svolta il 30 ottobre 2022: al torneo hanno partecipato due squadre di club belga e la vittoria finale è andata per la quinta volta al VDK Gent.

## Formula
La formula ha previsto una gara unica.

## Squadre partecipanti
| Squadra  | Qualificazione                      |
| -------- | ----------------------------------- |
| Oudegem  | Vincitrice Coppa del Belgio 2021-22 |
| VDK Gent | Vincitrice Liga A 2021-22           |

## Torneo
| 30 ottobre 2022 Sporthal De Meerminnen, Beveren Durata: ? - Spettatori: ? | Oudegem | 2 - 3 | VDK Gent | 21-25, 14-25, 25-23, 25-21, 17-19 |